# Stanislav Ivanov (futbolista nacido en 1999)
Stanislav Ivanov (Gabrovo, 16 de abril de 1999) es un futbolista búlgaro que juega en la demarcación de extremo para el PFC Ludogorets Razgrad de la Liga Bulgaria A PFG.

## Selección nacional
Hizo su debut con la selección de fútbol de Bulgaria el 17 de octubre de 2023 en un partido amistoso contra Albania que finalizó con un resultado de 2-0 a favor del combinado albanés tras los goles de Qazim Laçi y Ernest Muçi.

## Clubes
| Club                   | País           | Año       | Partidos | Goles |
| ---------------------- | -------------- | --------- | -------- | ----- |
| PFC Levski Sofia       | Bulgaria       | 2016-2021 | 88       | 14    |
| Chicago Fire FC        | Estados Unidos | 2021-2022 | 27       | 1     |
| FC Arda Kardzhali      | Bulgaria       | 2022-2025 | 94       | 20    |
| PFC Ludogorets Razgrad | Bulgaria       | 2025-     |          |       |